# Hydrictis
Hydrictis – rodzaj ssaków z podrodziny wyder (Lutrinae) w obrębie rodziny łasicowatych (Mustelidae). 

## Zasięg występowania
Rodzaj obejmuje jeden żyjący współcześnie gatunek występujący w Czarnej Afryce.

## Morfologia
Długość ciała (bez ogona) 57–76 cm, długość ogona 38,5–44 cm; masa ciała 3,8–6 kg.

## Systematyka
Rodzaj zdefiniował w 1865 roku angielski zoolog John Edward Gray w artykule poświęconym rewizji taksonomicznej łasicowatych ze zbiorów Muzeum Brytyjskiego opublikowanym na łamach Proceedings of the Zoological Society of London. Gatunkiem typowym jest (oznaczenie monotypowe) wydra plamoszyja (H. maculicollis). Jednak nazwa którą utworzył – Hydrogale – okazała się młodszym homonimem rodzaju ryjówek który został opisany w 1829 roku, dlatego w 1921 roku angielski zoolog Reginald Innes Pocock utworzył dla rodzaju wydr nową nazwę – Hydrictis.

### Etymologia
- Hydrogale: gr. ὑδρο- hudro- ‘wodny-’, od ὑδωρ hudōr, ὑδατος hudatos ‘woda’; γαλεη galeē lub γαλη galē ‘łasica’[6].
- Hydrictis: gr. ὑδρο- hudro- ‘wodny-’, od ὑδωρ hudōr, ὑδατος hudatos ‘woda’[7]; ικτις iktis, ικτιδις iktidis ‘łasica’[8].

### Podział systematyczny
Do rodzaju należy jeden występujący współcześnie gatunek:
- Hydrictis maculicollis (H. Lichtenstein, 1835) – wydra plamoszyja

Opisano również gatunek wymarły z plejstocenu dzisiejszej Kenii:
- Hydrictis gudho Werdelin & Lewis, 2013